# Онищенко, Григорий Харлампиевич

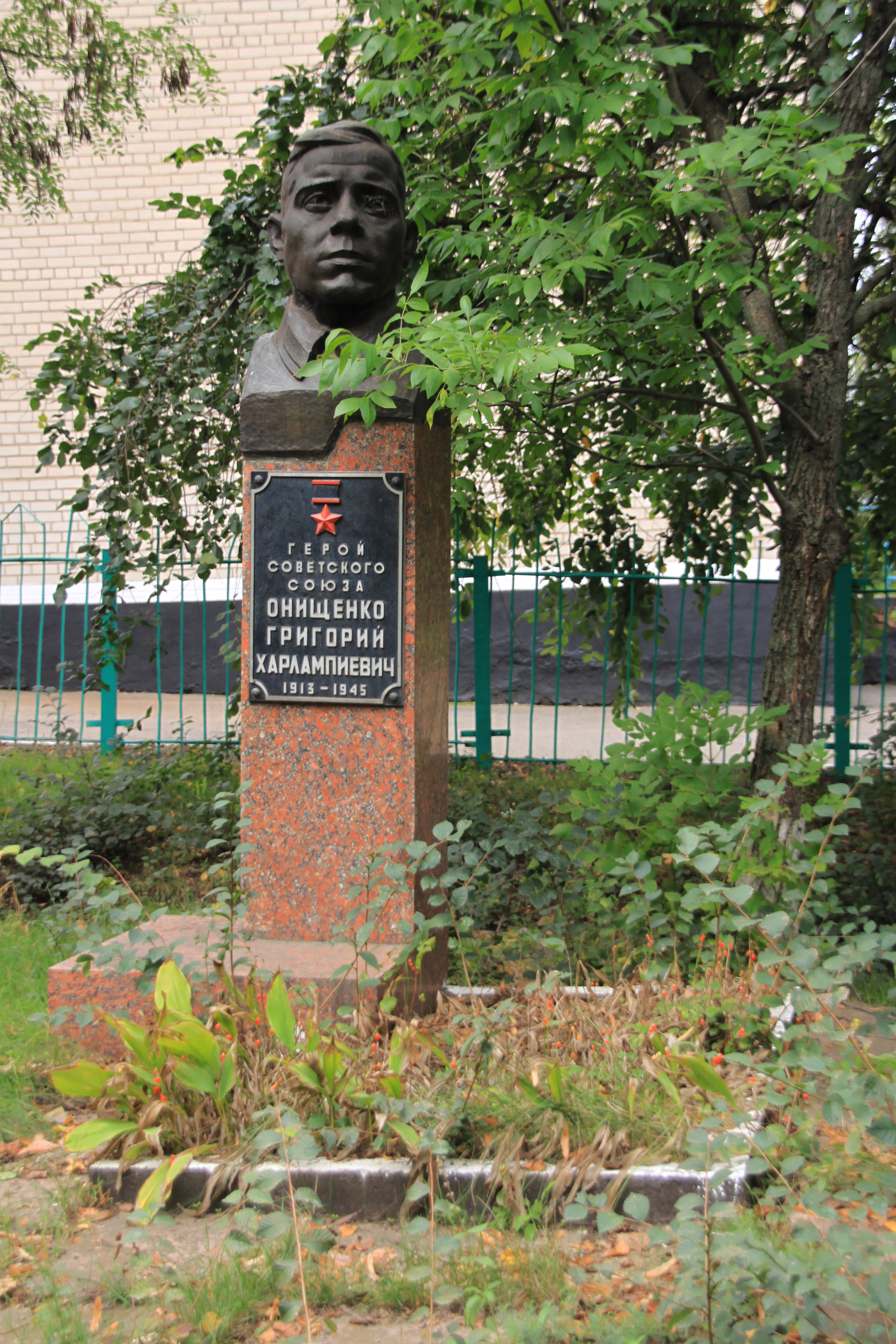
Памятник на могиле Г. Онищенко

Григорий Харлампиевич Онищенко (22 августа 1913, Анновка — 17 мая 1945, Петровский район) — наводчик орудия 886-го артиллерийского полка 322-й стрелковой дивизии 13-й армии Центрального фронта, младший сержант. Герой Советского Союза (1943).

## Биография
Родился 22 августа 1913 года в селе Анновка в крестьянской семье. Украинец.
Окончил 4 класса и горно-техническое училище, в течение 5 лет работал на Криворожье. С 1938 года — в колхозе «Новая нива» в родном селе, работал председателем колхоза. Член ВКП(б) с 1943 года.
В Красной армии с 1941 года. В действующей армии с февраля 1942 года.
Наводчик орудия 886-го артиллерийского полка младший сержант Григорий Онищенко отличился в боях в период с 26 сентября по 10 октября 1943 года в районе села Красное Черниговского района Черниговской области.
Заменив раненого командира орудия, отважный артиллерийский наводчик вёл огонь по противнику до последнего снаряда. Когда кончились боеприпасы, младший сержант Онищенко повёл расчёт в рукопашную схватку и отстоял позицию.
При форсировании рек Десна, Днепр и Припять, и в боях на плацдармах, мужественный воин участвовал в отражении многочисленных контратак противника.
Указом Президиума Верховного Совета СССР от 16 октября 1943 года за образцовое выполнение боевых заданий командования и проявленные мужество и героизм в боях с немецко-фашистскими захватчиками младшему сержанту Онищенко Григорию Харлампиевичу присвоено звание Героя Советского Союза с вручением ордена Ленина и медали «Золотая Звезда».
Герой встретил День Победы. Но война подорвала его здоровье, и 17 мая 1945 года Г. Х. Онищенко скончался на 32-м году жизни. Похоронен в родном селе Анновка.

## Награды
- Медаль «Золотая Звезда» (16 октября 1943);
- Орден Ленина (16 октября 1943);
- другие медали.